# 10380 Berwald
10380 Berwald (1996 PY7) là một tiểu hành tinh vành đai chính được phát hiện ngày 8 tháng 8 năm 1996 bởi E. W. Elst ở Đài thiên văn Nam Âu.